# Larnax

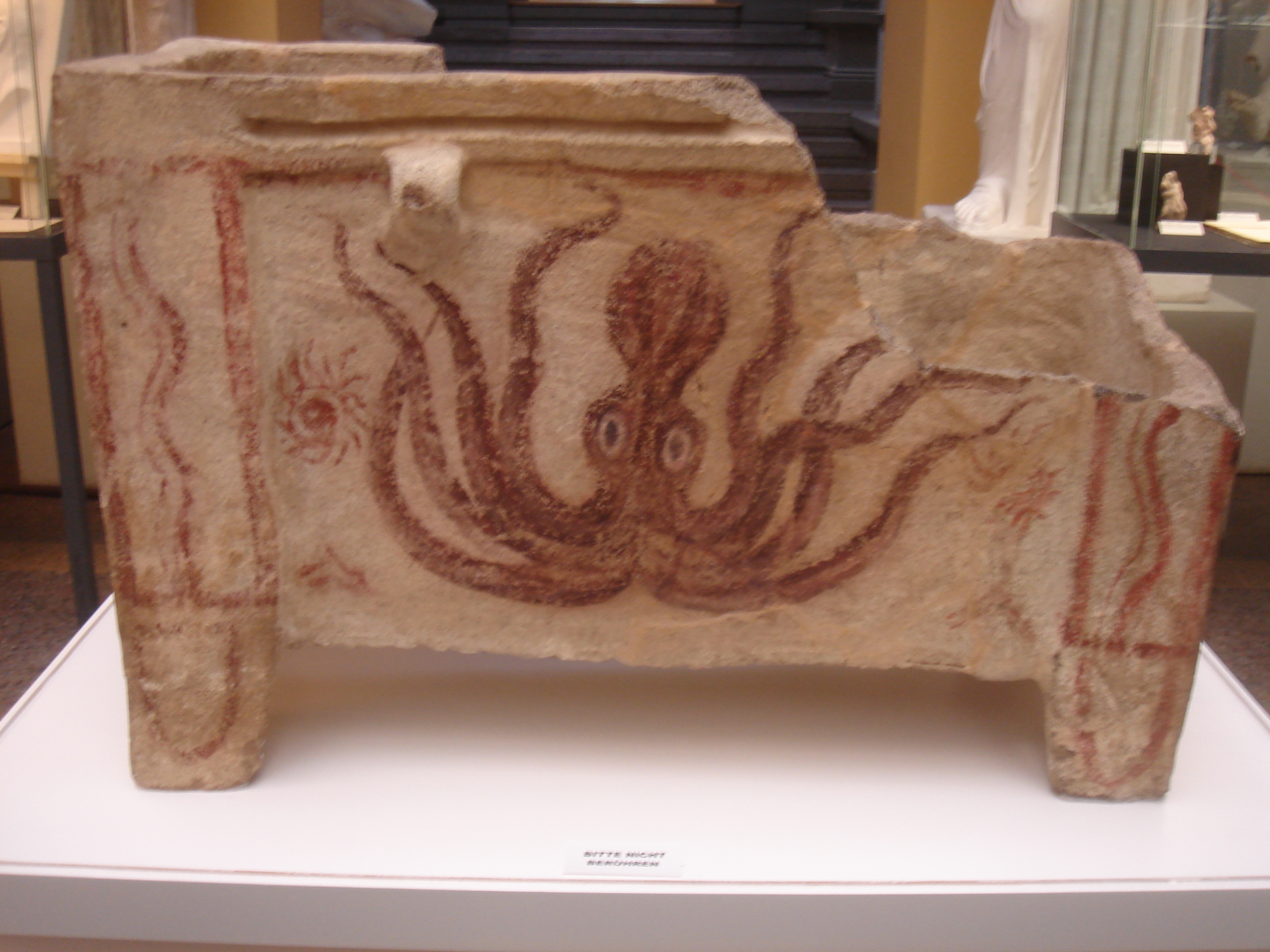
Minoische Larnax im Meeresstil

Die Larnax (altgriechisch λάρναξ lárnax (Femininum); Plural: λάρνακες lárnakes) ist ein Begriff aus der Archäologie und bezeichnet einen aus Terracotta gefertigten, häufig mit reichen Ornamenten ausgeschmückten Sarg. Im engeren Sinne versteht man darunter auch eine aus Gold gefertigte Schatulle, in der die Gebeine meist eines Adligen aufbewahrt wurden. Diese Schatulle befand sich wiederum in einem Sarkophag. In der hellenistischen Welt waren monumentale Mausoleen, die solcherart Larnakes enthielten, als Grabstätten für die herrschende Klasse weit verbreitet.
Ein Beispiel ist das kunstvoll ausgeführte Grabmal von Vergina, welches aus dem dritten Viertel des vierten Jahrhunderts vor Christus stammt. Das in Makedonien entdeckte Herrschergrab enthält zwei goldene Larnax-Schatullen mit Gebeinen. Die männlichen Gebeine waren zusätzlich in einen purpurnen Umhang eingewickelt. Weiterhin war dieser Larnax noch ein herrlich gearbeitetes Eichenblatt aus getriebenem Gold und eine Eichel-Krone beigelegt, was darauf hinweist, dass die Knochen einem König gehörten.
Ein weiteres Beispiel ist der minoische Truhensarkophag in Hannover.
Von der Larnax abgeleitet sein soll der Name der Stadt Larnaka.